# Lauren Holtkamp
Lauren Holtkamp-Sterling (Jefferson City, 1980. november 24. –) hivatásos kosárlabda-játékvezető, aki a hetes számú bíró az National Basketball Associationben. Ő a harmadik női bíró a liga történetében. A Drury Egyetemen kosárlabdázott is 2000 és 2004 között. A 2014–2015-ös szezonban lett NBA-bíró, előtte a G-League játékvezetői közé tartozott négy évig. A WNBA-ben négy szezont töltött bíróként, a 2014-es főcsoportdöntőnek is ő volt játékvezetője. 2017 júniusában összeházasodott Jonathan Sterling NBA-játékvezetővel, akivel 2019-ben született meg első gyerekük.

## Statisztikák
| Szezon  | Csapat         | JM | Pontok | MG%   | 3P%  | BD%   | LP/M | GP/M | L/M | B/M | P/G |
| ------- | -------------- | -- | ------ | ----- | ---- | ----- | ---- | ---- | --- | --- | --- |
| 2000–01 | Drury Panthers | 14 | 21     | 26.7% | 0.0% | 62.5% | 1.2  | 0.1  | 0.3 | 0.1 | 1.5 |
| 2001–02 | Drury Panthers | 24 | 87     | 48.5% | 0.0% | 77.8% | 2.9  | 0.5  | 0.2 | 0.1 | 3.6 |
| 2002–03 | Drury Panthers | 29 | 136    | 35.7% | 0.0% | 83.0% | 4.5  | 1.4  | 0.6 | 0.1 | 4.7 |
| 2003–04 | Drury Panthers | 31 | 89     | 46.7% | 0.0% | 61.3% | 2.4  | 0.6  | 0.2 | 0.0 | 2.9 |
| Karrier | Karrier        | 98 | 333    | 40.4% | 0.0% | 74.8% | 3.0  | 0.8  | 0.3 | 0.1 | 3.4 |